# 밀랴츠카강

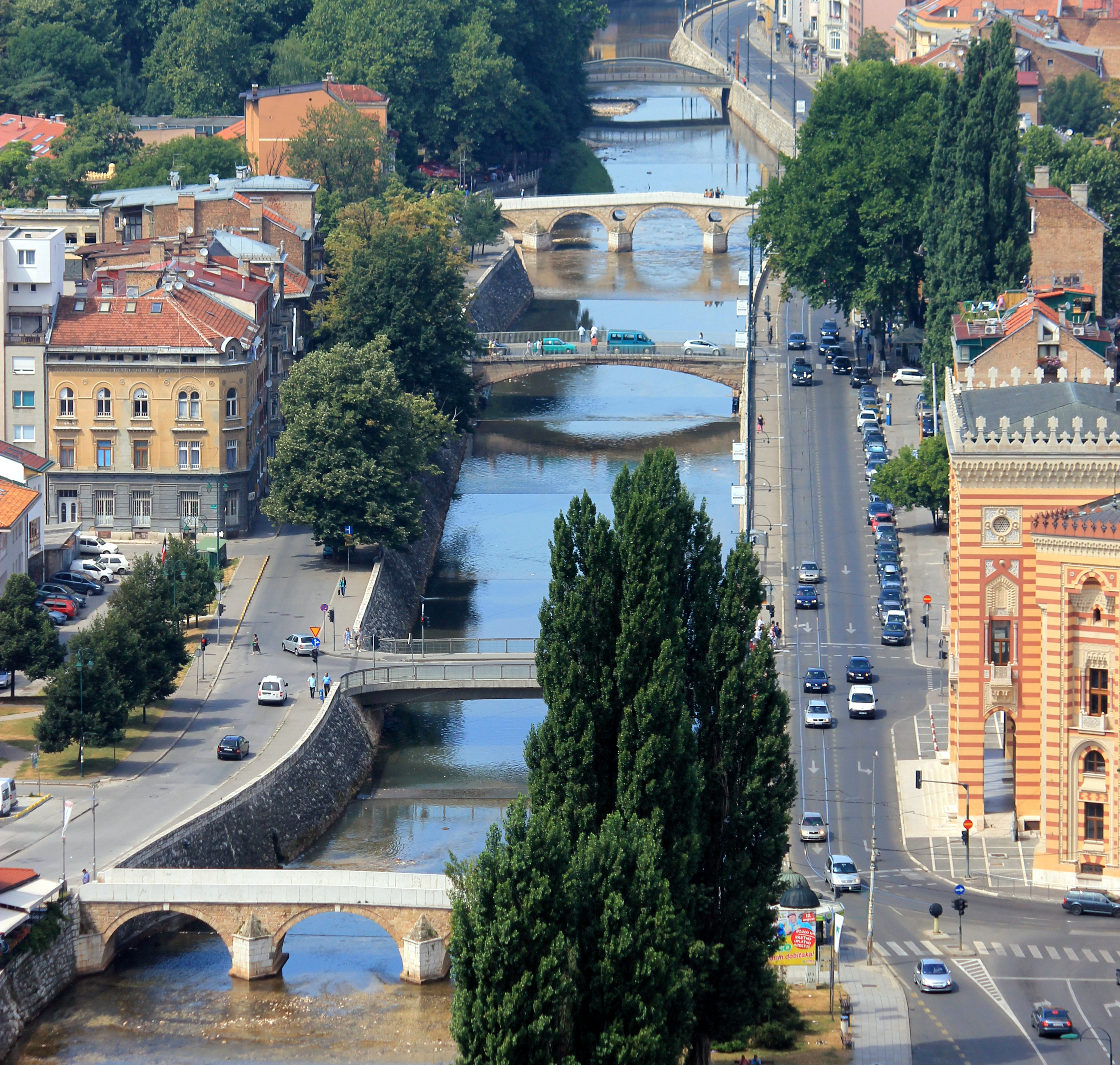
사라예보를 흐르는 밀랴츠카강

밀랴츠카강(보스니아어: Miljacka, 크로아티아어: Miljacka, 세르비아어: Miljacka / Миљацка)은 보스니아 헤르체고비나의 수도인 사라예보 시내를 동서 방향으로 흐르는 강이다. 보스나강의 지류이며 길이는 36 km, 평균 유속은 5.7 m3/s이다.
팔랸스카밀랴츠카강(Paljanska Miljacka)과 모크란스카밀랴츠카강(Mokranjska Miljacka)이 합류하는 지점에서 시작하는 강이다. 팔랸스카밀랴츠카강은 길이가 13 km에 달하는 강으로서 팔레(Pale)에서 동쪽으로 10 km 정도 떨어진 곳에 위치한 베고비나(Begovina) 인근의 야호리나 산(Jahorina) 기슭에서 발원한다. 모크란스카밀랴츠카강은 카디노셀로(Kadino Selo) 마을 인근의 로마니야산(Romanija) 기슭에 위치한 커다란 동굴에서 발원한다.
보스나강에서 유입되는 양이 적어서 독특한 냄새, 적갈색을 띠는 강물이 흐르는 점이 특징이지만 사라예보의 기름진 토양을 형성한다. 1914년 오스트리아-헝가리 제국의 프란츠 페르디난트 폰 외스터 라이히 에스테 대공과 조피 초 테크 폰 호엔베르크 여공작 부부가 가브릴로 프린치프가 쏜 권총에 맞아 암살당한 사라예보 사건의 현장인 라틴 교를 비롯한 여러 다리가 건설되어 있다.

## 사진

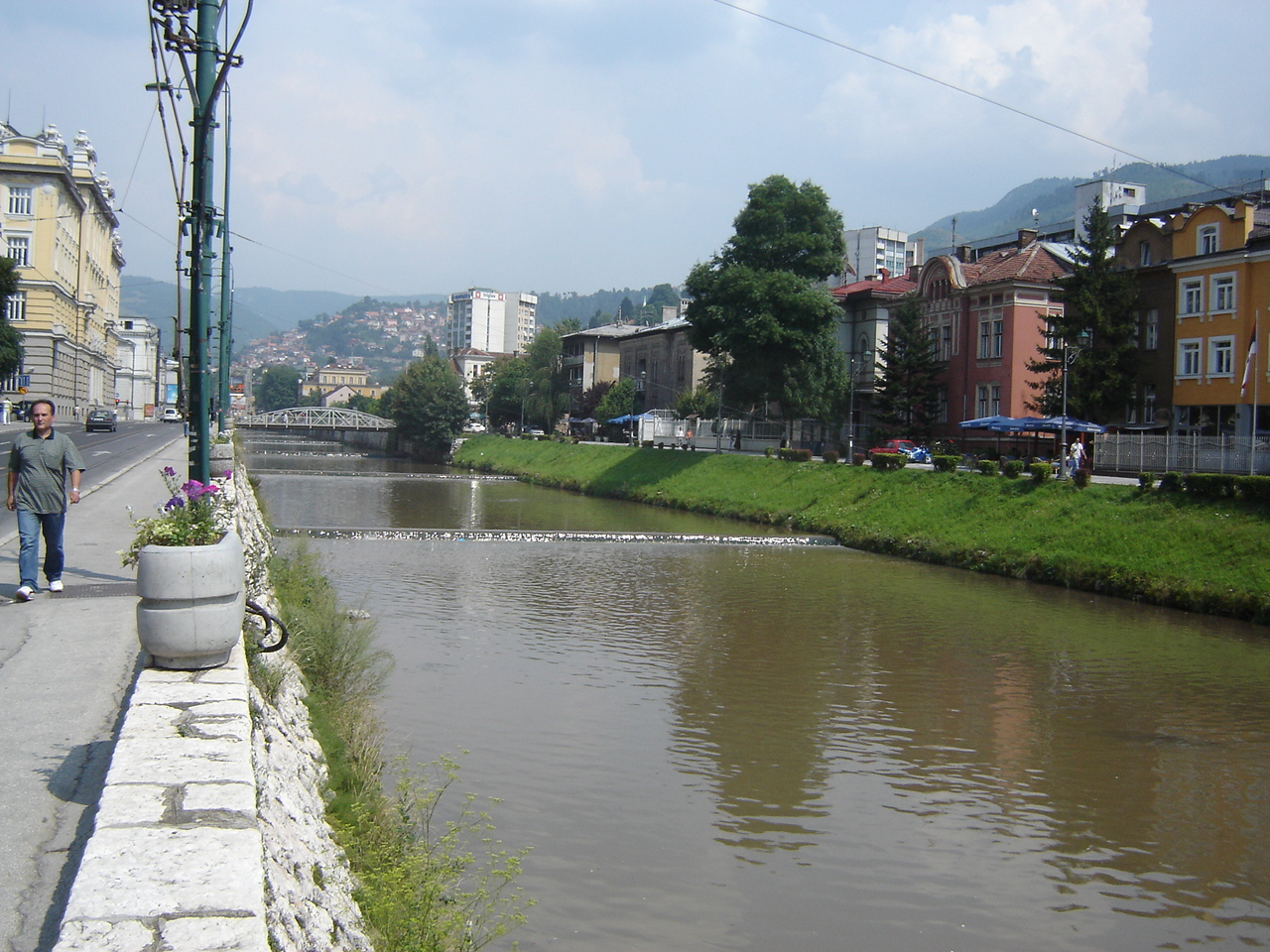
밀랴츠카강